# John Cookman
John Cookman (né le 2 septembre 1909 à Englewood (New Jersey) et mort le 19 août 1982 à Plattsburgh) est un joueur américain de hockey sur glace. Lors des Jeux olympiques d'hiver de 1932 disputés à Lake Placid, il remporte la médaille d'argent.

## Palmarès
- Médaille d'argent aux Jeux olympiques de Lake Placid en 1932